# Церковь Рождества Иоанна Предтечи (Углич)
Церковь Рождества Иоанна Предтечи на Волге — православный храм в городе Угличе Ярославской области, памятник архитектуры, построенный в 1689—1690 годы. Расположен на берегу Волги в конце Спасской улицы рядом с Воскресенским монастырём.

## История

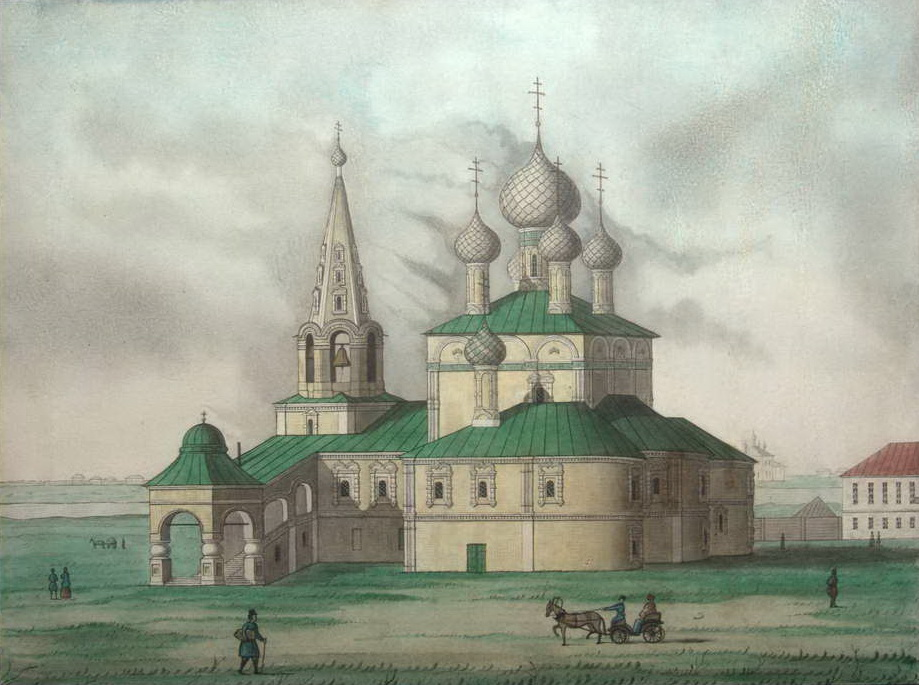
Храм в середине XIX века

В конце XVI века на месте храма находились деревянные церкви Рождества Иоанна Предтечи и Симеона Столпника, Спаса Нерукотворного и Святых Мучеников Диомида и Мирона. В Смутное время они были разграблены и сожжены. Спустя немного времени их восстановили одними из немногих старых церквей города. По Писцовым книгам середины XVII века значится деревянная церковь Спаса Нерукотворного с приделом Симеона Столпника. При ней тёплый с трапезной храм Иоанна Предтечи.
Церковь построена на личные средства богатого угличского купца Никифора Григорьевича Чеполосова в память о его шестилетнем сыне Иване, убитом приказчиком Рудаком. Отец решил почтить память погибшего сына. В северном приделе её в 1960-е годы реставраторы обнаружили аркосолий, где захоронен Ваня Чеполосов.

## Архитектура
Храм пятиглавый бесстолпный, имеет приделы, трапезную и надвратную колокольню. Расположен на подклети. Богато декорирован изразцами. Особое изящество ему придаёт нарядная шатровая колокольня и крыльцо. Это крыльцо изображено Николаем Рерихом на картине «Углич. Крыльцо церкви Иоанна Предтечи» (1904).

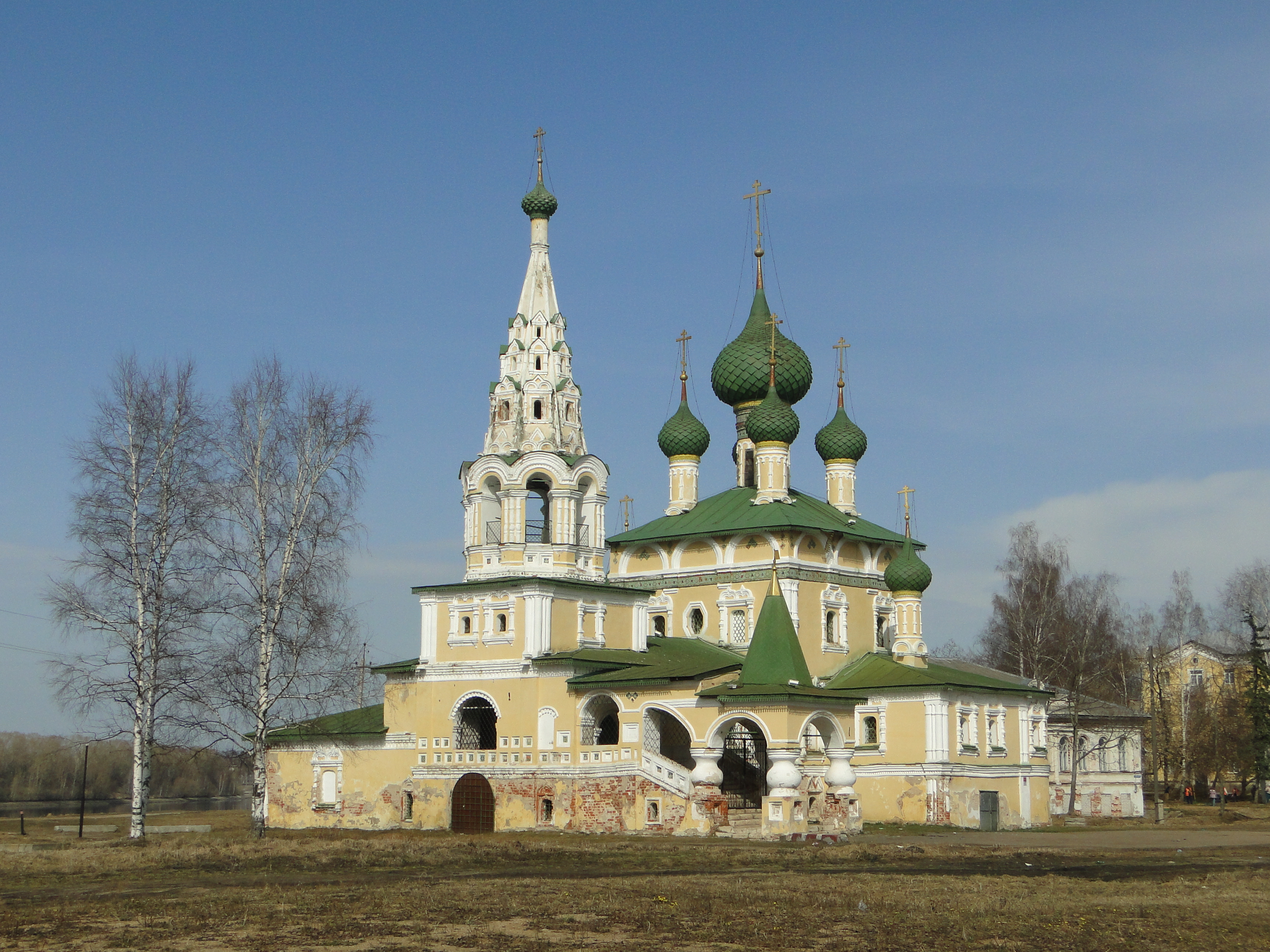
Вид с юго-запада
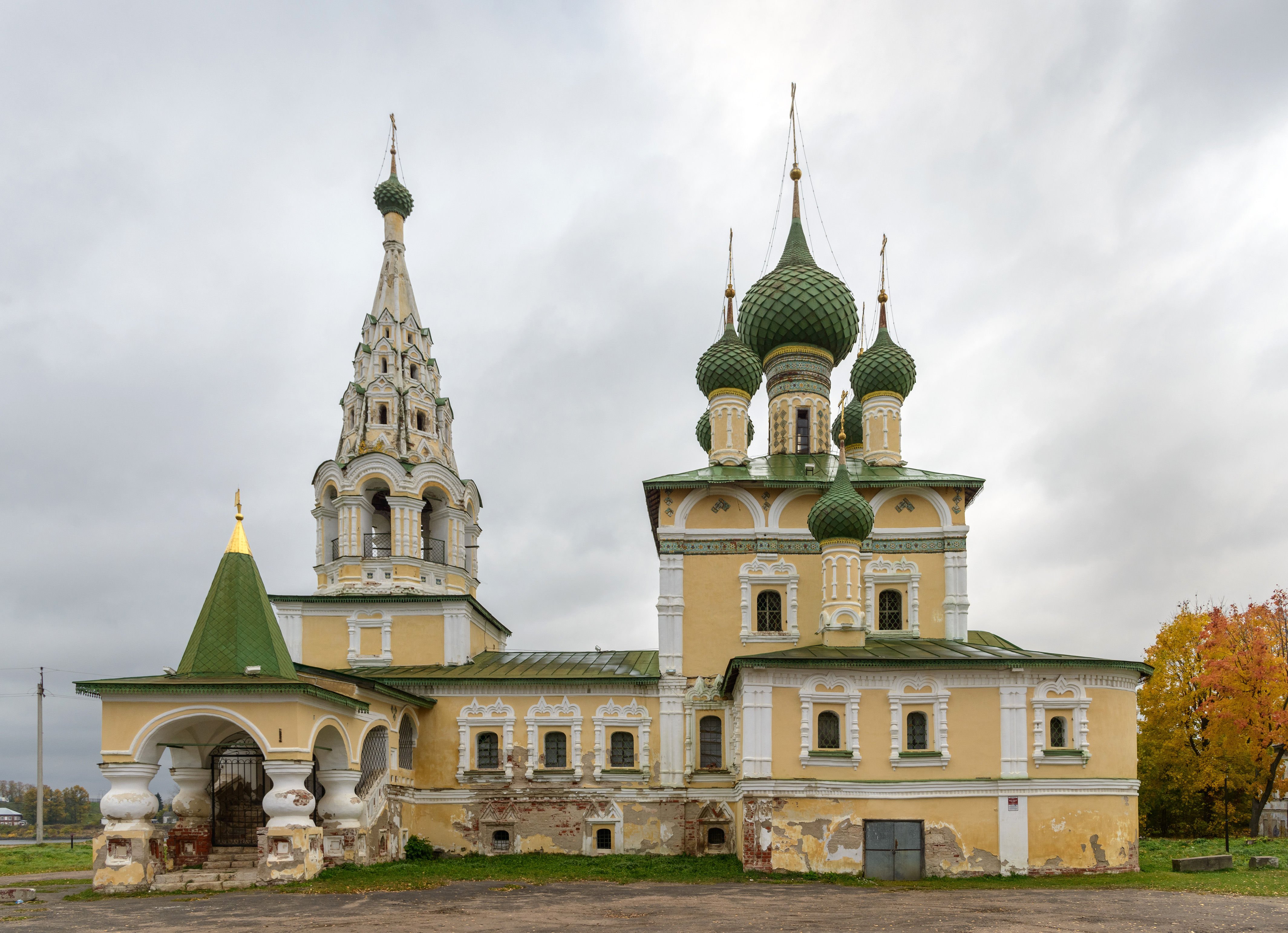
Вид с юга
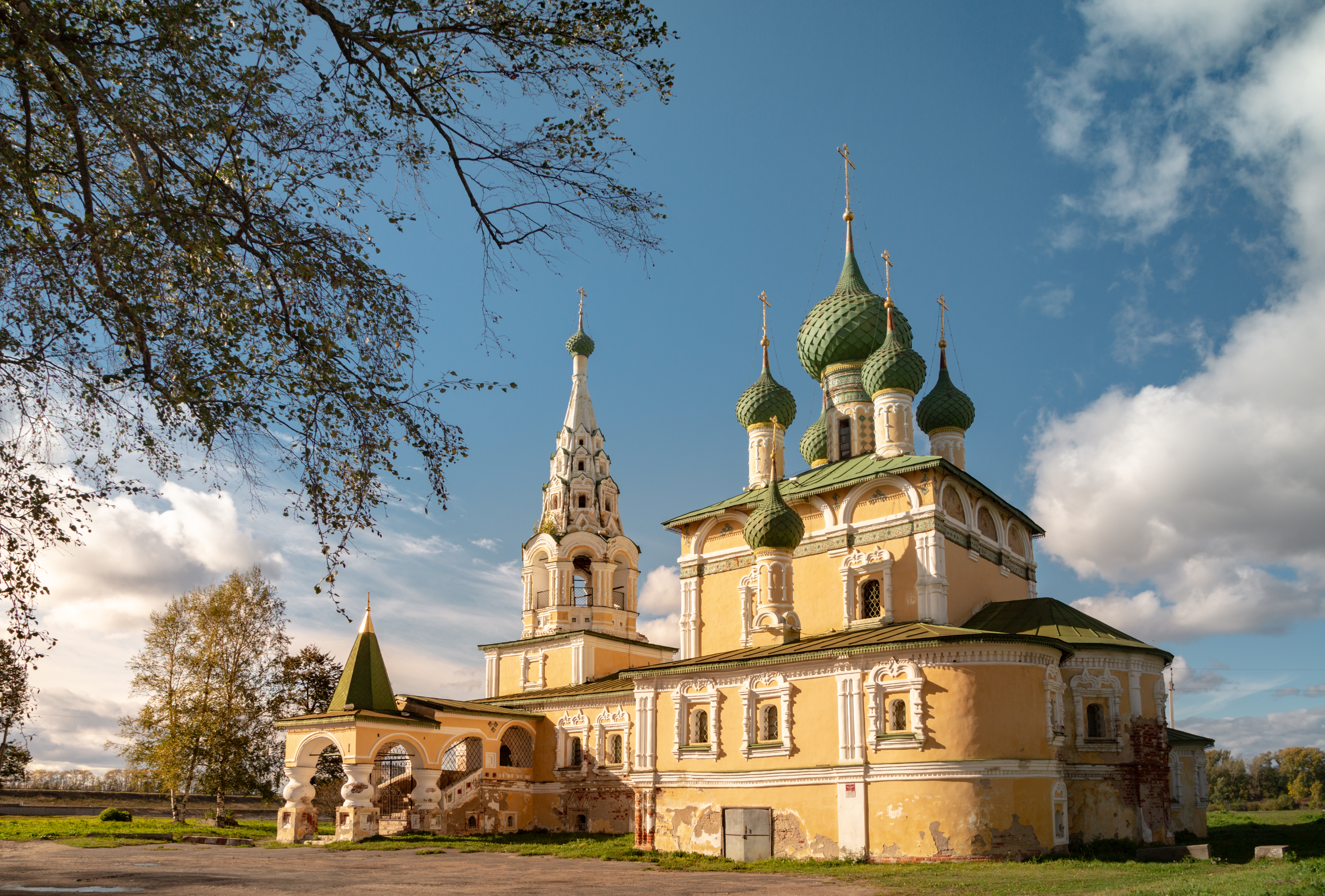
Вид с юго-востока
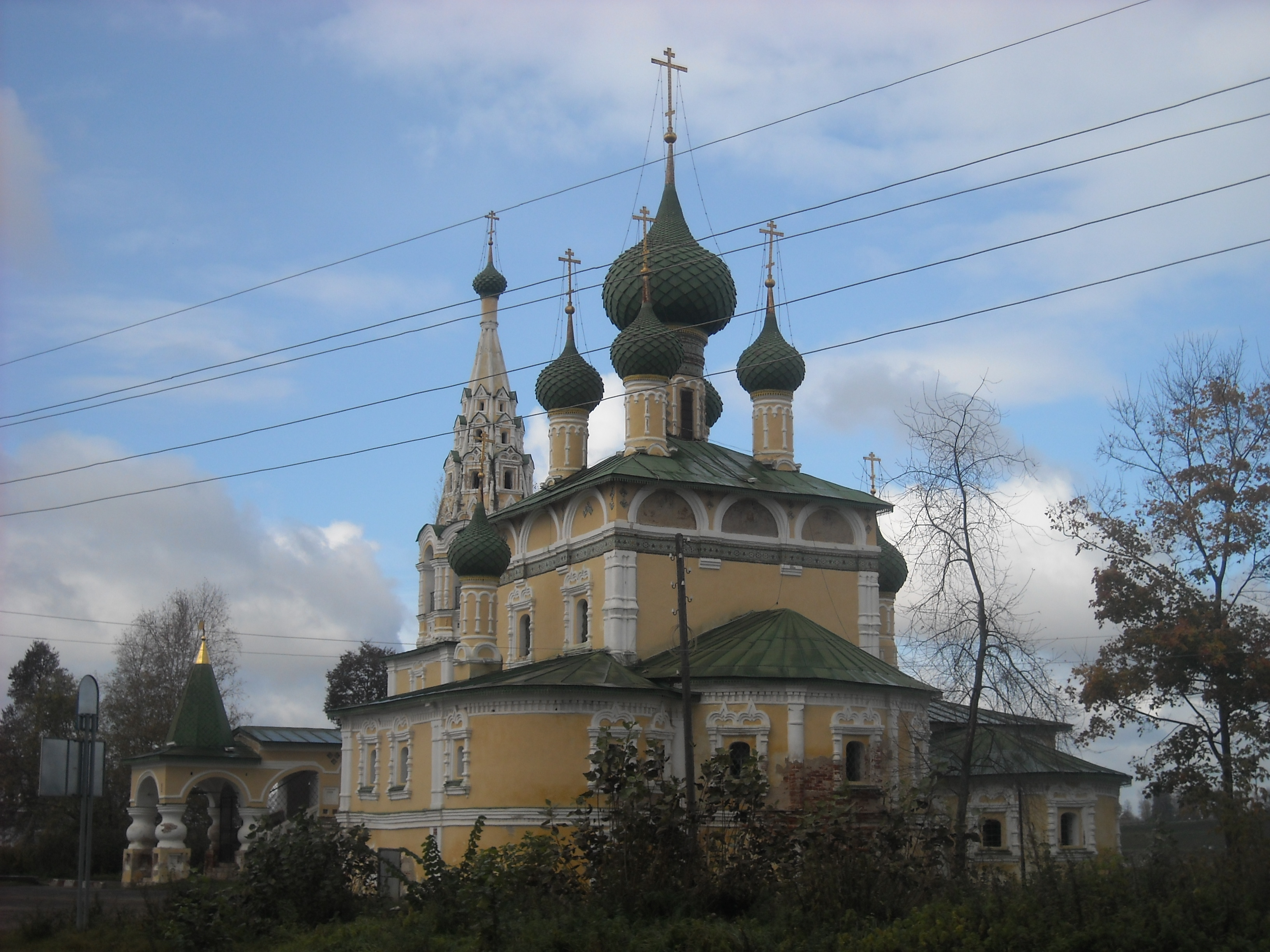
Вид с востока
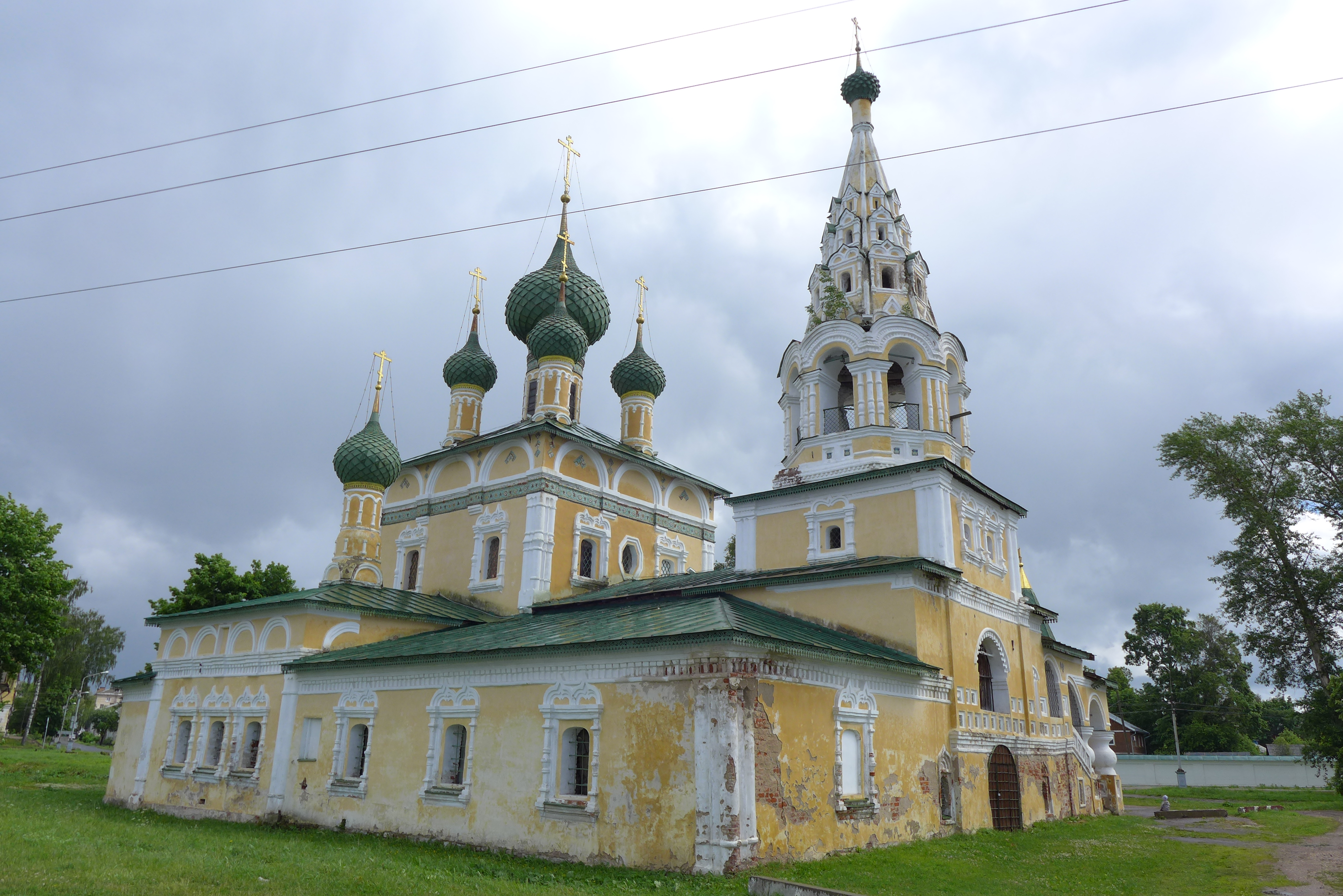
Вид с северо-запада
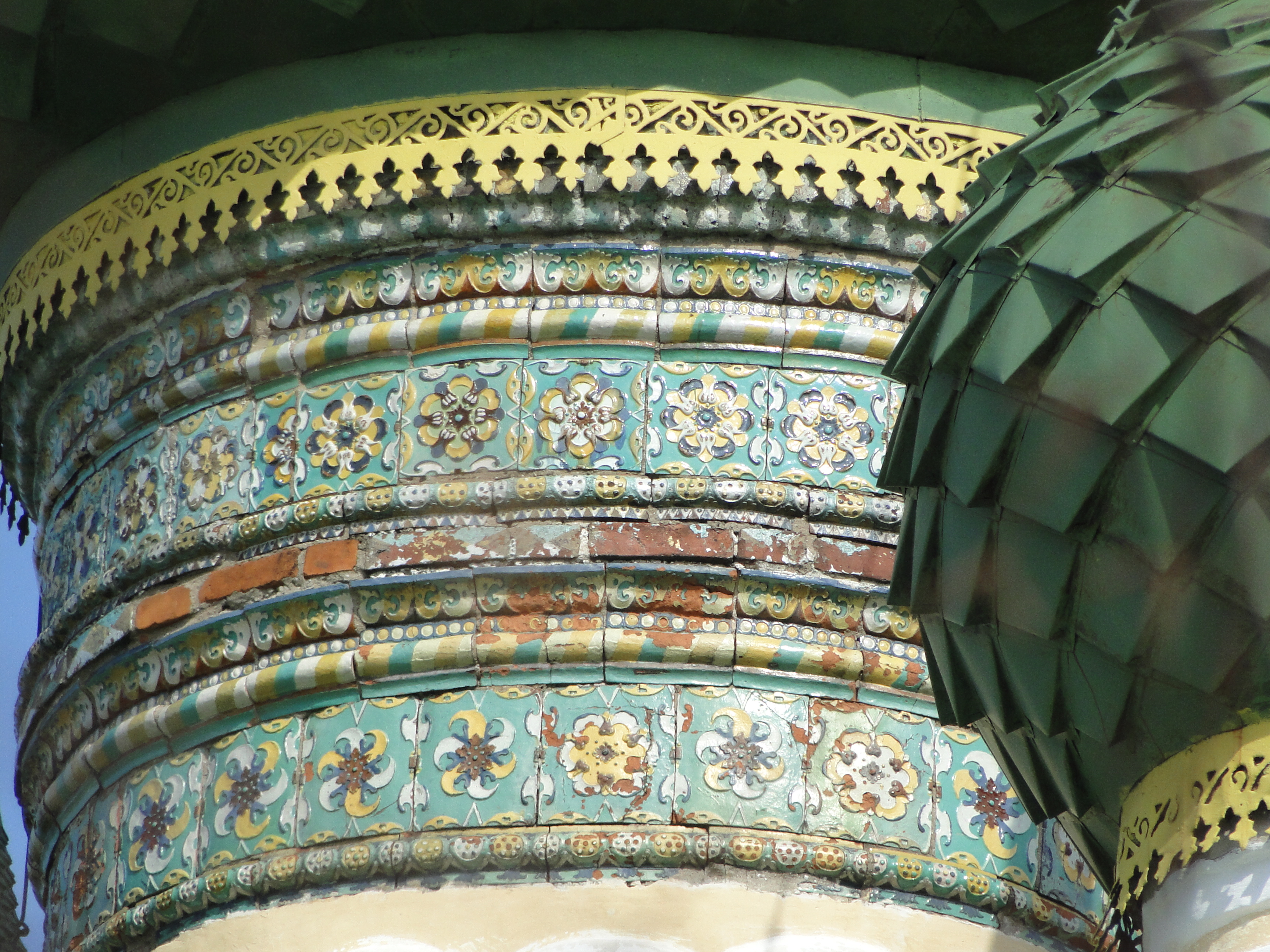
Украшение центрального барабана